# Evangelisch-reformierte Kirche Suderwick

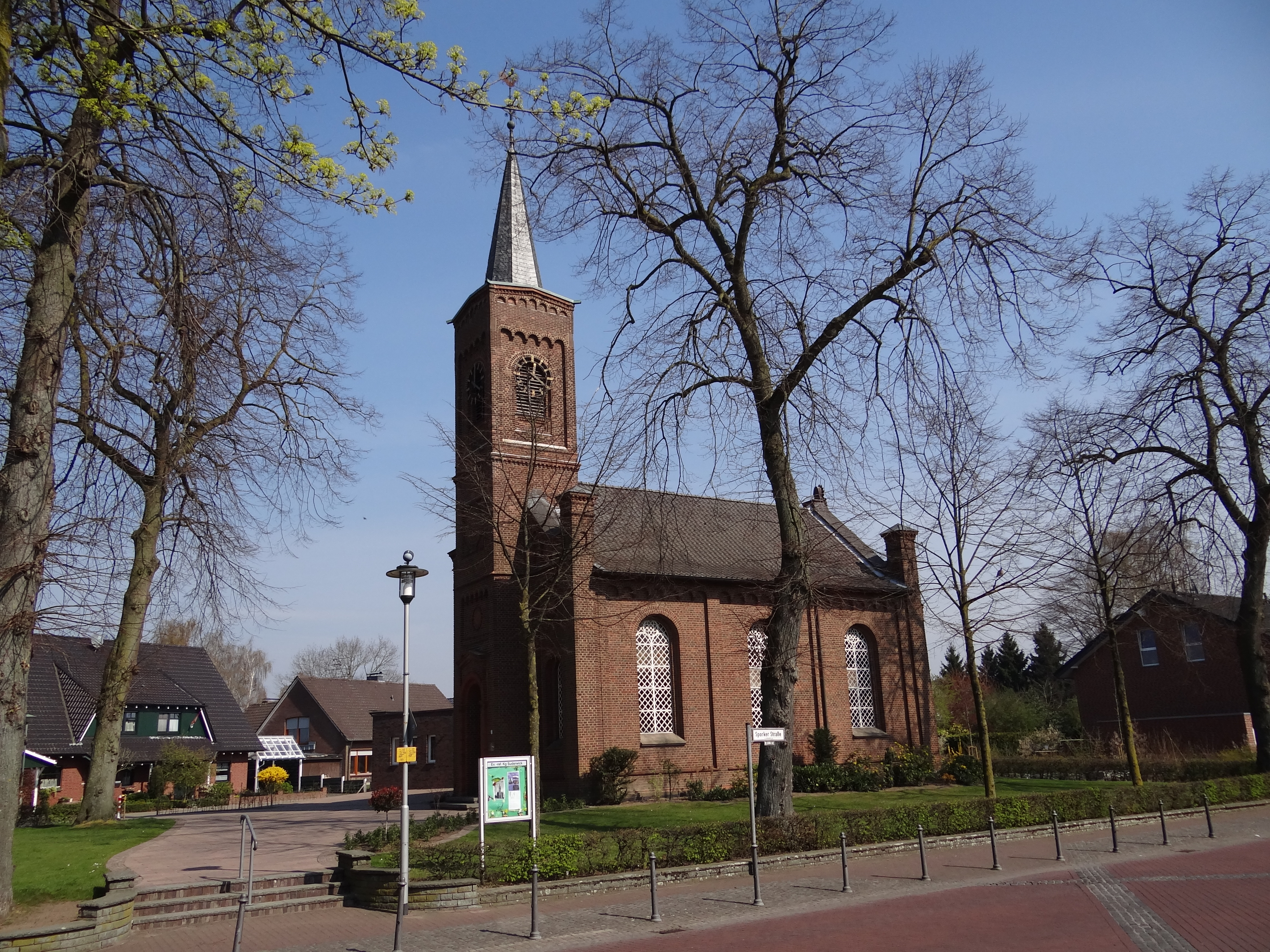
Evangelisch-reformierte Kirche Suderwick

Die Evangelisch-reformierte Kirche Suderwick ist eine denkmalgeschützte Pfarrkirche im Gemeindeteil Suderwick der Stadt Bocholt, die zum Kreis Borken im Regierungsbezirk Münster von Nordrhein-Westfalen in Deutschland gehört. Sie ist Versammlungsort der evangelisch-reformierten Kirchengemeinde Suderwick-Spork im Kirchenkreis Steinfurt-Coesfeld-Borken der Evangelischen Kirche von Westfalen. Die Kirchengemeinde Suderwick-Spork ist mit den evangelischen Kirchengemeinden in Anholt und Werth in Isselburg pfarramtlich verbunden. Noch heute bildet der Fluss Issel abweichend von der politischen Grenze die Grenze zwischen den Landeskirchen. Die evangelischen Christen aus Isselburg gehören daher zur Evangelischen Kirche im Rheinland.

## Beschreibung
Die Saalkirche wurde 1877 aus Backsteinen errichtet. Sie besteht aus einem Langhaus aus drei Jochen, das mit einem Satteldach bedeckt ist, einem eingezogenen Chor mit Fünfachtelschluss im Osten und einem halb eingestellten Kirchturm im Westen, dessen oberstes Geschoss die Turmuhr und den Glockenstuhl beherbergt, und der mit einem achtseitigen, schiefergedeckten Knickhelm bedeckt ist. Der Innenraum des Langhauses ist mit einer Holzbalkendecke überspannt, der des Chors mit einem Kreuzgratgewölbe. Die Orgel mit 12 Registern auf zwei Manualen und Pedal wurde 1957 von Gustav Steinmann Orgelbau gebaut.